# Ryōya Ogawa
Ryōya Ogawa (小川 諒也?, Ogawa Ryōya; Tokyo, 24 novembre 1996) è un calciatore giapponese, difensore del Sint-Truiden in prestito dall'FC Tokyo.

## Statistiche

### Presenze e reti nei club
Statistiche aggiornate al 4 aprile 2025.
| Stagione             | Club                 | Campionato           | Campionato | Campionato | Coppe nazionali | Coppe nazionali | Coppe nazionali | Coppe continentali | Coppe continentali | Coppe continentali | Supercoppe | Supercoppe | Supercoppe | Totale | Totale |
| Stagione             | Club                 | Comp                 | Pres       | Reti       | Comp            | Pres            | Reti            | Comp               | Pres               | Reti               | Comp       | Pres       | Reti       | Pres   | Reti   |
| -------------------- | -------------------- | -------------------- | ---------- | ---------- | --------------- | --------------- | --------------- | ------------------ | ------------------ | ------------------ | ---------- | ---------- | ---------- | ------ | ------ |
| mar. 2015            | J. League U-22       | J3                   | 1          | 0          | -               | -               | -               | -                  | -                  | -                  | -          | -          | -          | 1      | 0      |
| 2016                 | FC Tokyo U-23        | J3                   | 14         | 0          | -               | -               | -               | -                  | -                  | -                  | -          | -          | -          | 14     | 0      |
| 2017                 | FC Tokyo U-23        | J3                   | 26         | 1          | -               | -               | -               | -                  | -                  | -                  | -          | -          | -          | 26     | 1      |
| 2018                 | FC Tokyo U-23        | J3                   | 11         | 0          | -               | -               | -               | -                  | -                  | -                  | -          | -          | -          | 11     | 0      |
| 2019                 | FC Tokyo U-23        | J3                   | 1          | 0          | -               | -               | -               | -                  | -                  | -                  | -          | -          | -          | 1      | 0      |
| Totale FC Tokyo U-23 | Totale FC Tokyo U-23 | Totale FC Tokyo U-23 | 52         | 1          |                 | -               | -               |                    | -                  | -                  |            | -          | -          | 52     | 1      |
| 2016                 | FC Tokyo             | J1                   | 18         | 0          | CdL+CI          | 2+2             | 0               | AFC                | 4                  | 0                  | -          | -          | -          | 26     | 0      |
| 2017                 | FC Tokyo             | J1                   | 5          | 0          | CdL+CI          | 7+1             | 1+0             | -                  | -                  | -                  | -          | -          | -          | 13     | 1      |
| 2018                 | FC Tokyo             | J1                   | 15         | 0          | CdL+CI          | 4+1             | 0               | -                  | -                  | -                  | -          | -          | -          | 20     | 0      |
| 2019                 | FC Tokyo             | J1                   | 22         | 1          | CdL+CI          | 3+2             | 0               | -                  | -                  | -                  | -          | -          | -          | 27     | 1      |
| 2020                 | FC Tokyo             | J1                   | 28         | 0          | CdL             | 3               | 0               | AFC                | 7                  | 0                  | -          | -          | -          | 38     | 0      |
| 2021                 | FC Tokyo             | J1                   | 30         | 1          | CdL+CI          | 3+0             | 0               | -                  | -                  | -                  | -          | -          | -          | 33     | 1      |
| gen.-giu. 2022       | FC Tokyo             | J1                   | 15         | 2          | CdL+CI          | 2+2             | 1+0             | -                  | -                  | -                  | -          | -          | -          | 19     | 3      |
| Totale FC Tokyo      | Totale FC Tokyo      | Totale FC Tokyo      | 133        | 4          |                 | 32              | 2               |                    | 11                 | 0                  |            | 0          | 0          | 176    | 6      |
| 2022-2023            | Vitória Guimarães    | PL                   | 6          | 0          | TP+CdL          | 0+1             | 0               | UECL               | 4                  | 0                  |            | -          | -          | 11     | 0      |
| 2022-2023            | Vitória Guimarães B  | TL                   | 3          | 0          | -               | -               | -               | -                  | -                  | -                  | -          | -          | -          | 3      | 0      |
| 2023-2024            | Sint-Truiden         | D1                   | 7          | 1          | CB              | 2               | 0               | -                  | -                  | -                  | -          | -          | -          | 9      | 1      |
| 2024-2025            | Sint-Truiden         | D1                   | 30         | 2          | CB              | 3               | 0               | -                  | -                  | -                  | -          | -          | -          | 33     | 2      |
| Totale Sint-Truiden  | Totale Sint-Truiden  | Totale Sint-Truiden  | 37         | 3          |                 | 5               | 0               |                    | -                  | -                  |            | -          | -          | 42     | 3      |
| Totale carriera      | Totale carriera      | Totale carriera      | 232        | 8          |                 | 38              | 2               |                    | 15                 | 0                  |            | -          | -          | 285    | 10     |

### Cronologia presenze e reti in nazionale
| Cronologia completa delle presenze e delle reti in nazionale ― Giappone | Cronologia completa delle presenze e delle reti in nazionale ― Giappone | Cronologia completa delle presenze e delle reti in nazionale ― Giappone | Cronologia completa delle presenze e delle reti in nazionale ― Giappone | Cronologia completa delle presenze e delle reti in nazionale ― Giappone | Cronologia completa delle presenze e delle reti in nazionale ― Giappone | Cronologia completa delle presenze e delle reti in nazionale ― Giappone | Cronologia completa delle presenze e delle reti in nazionale ― Giappone |
| Data                                                                    | Città                                                                   | In casa                                                                 | Risultato                                                               | Ospiti                                                                  | Competizione                                                            | Reti                                                                    | Note                                                                    |
| ----------------------------------------------------------------------- | ----------------------------------------------------------------------- | ----------------------------------------------------------------------- | ----------------------------------------------------------------------- | ----------------------------------------------------------------------- | ----------------------------------------------------------------------- | ----------------------------------------------------------------------- | ----------------------------------------------------------------------- |
| 25-3-2021                                                               | Yokohama                                                                | Giappone                                                                | 3 – 0                                                                   | Corea del Sud                                                           | Amichevole                                                              | -                                                                       | 66’                                                                     |
| 30-3-2021                                                               | Chiba                                                                   | Mongolia                                                                | 0 – 14                                                                  | Giappone                                                                | Qual. Mondiali 2022                                                     | -                                                                       |                                                                         |
| 7-6-2021                                                                | Suita                                                                   | Giappone                                                                | 4 – 1                                                                   | Tagikistan                                                              | Qual. Mondiali 2022                                                     | -                                                                       | 62’                                                                     |
| 11-6-2021                                                               | Kobe                                                                    | Giappone                                                                | 1 – 0                                                                   | Serbia                                                                  | Amichevole                                                              | -                                                                       | 82’                                                                     |
| 15-6-2021                                                               | Suita                                                                   | Giappone                                                                | 5 – 1                                                                   | Kirghizistan                                                            | Qual. Mondiali 2022                                                     | -                                                                       |                                                                         |
| Totale                                                                  |                                                                         | Presenze                                                                | 4                                                                       |                                                                         | Reti                                                                    | 0                                                                       |                                                                         |

## Palmarès

### Club

#### Competizioni nazionali
- Coppa J. League: 1

FC Tokyo: 2020